# أولاد عراض
 أولاد عراض (بالإنجليزية: OULAD AARRAD)‏ هي جماعة قروية تابعة لإقليم قلعة السراغنة ضمن جهة مراكش تانسيفت الحوز بالمغرب. بلغ مجموع عدد سكان  أولاد عراض حسب إحصاءات 2004 حوالي 6491 نسمة يعيشون في 1002 أسرة.

## إحصاء عام
| السنة | عدد السكان | عدد الأسر | عدد الأجانب |
| ----- | ---------- | --------- | ----------- |
| 1994  | 7587       | 1000      | °°°°        |
| 2004  | 6491       | 1002      | 0           |

## دواوير الجماعة
. اولاد سلامة
. اولاد وگاد
. البيشات
. اولاد بوطريق
. دوار الصفي
. دوار لغفيري
. ايت الري
. لمدابيح
. تعاونية الفلاح
. تعاونية الشباب